# Patrick Grainville
Patrick Grainville (født 1. juni 1947 i Villers-sur-Mer) er en fransk forfatter, der i 1976 fik Goncourtprisen for romanen Les Flamboyants.